# The Falcon and the Winter Soldier
The Falcon and the Winter Soldier és una minisèrie de televisió dels Estats Units creada per Disney+ per Malcolm Spellman i basada en els personatges de Sam Wilson / Falcon i Bucky Barnes / Winter Soldier de Marvel Comics. Està ambientada a l'univers cinematogràfic de Marvel, i compareix continuïtat amb altres pel·lícules de la franquícia. Els esdeveniments de la sèrie tenen lloc després de la pel·lícula Avengers: Endgame (2019). Està produïda per Marvel Studios, amb Spellman de guionista en cap i Kari Skogland de directora.
Anthony Mackie i Sebastian Stan hi reprenen els papers de Falcon i Winter Soldier, respectivament, de la pel·lícula. Daniel Brühl, Emily VanCamp i Wyatt Russell també hi actuen. La sèrie es va confirmar l'abril de 2019, així com la participació de Mackie i Stan. Skogland va ser contractada el mes següent. El rodatge va començar l'octubre de 2019 a Atlanta (Geòrgia, Estats Units) abans d'anar a la República Txeca el març de 2020, abans de suspendre la producció per la pandèmia per coronavirus. El rodatge es va reprendre a Atlanta el setembre de 2020.
The Falcon and the Winter Soldier consta de sis episodis.

## Premissa
Després de rebre el mantell de Capità Amèrica al final d'Avengers: Endgame (2019), Sam Wilson s'uneix a Bucky Barnes en una aventura mundial que posa a provar les seves habilitats.

## Repartiment

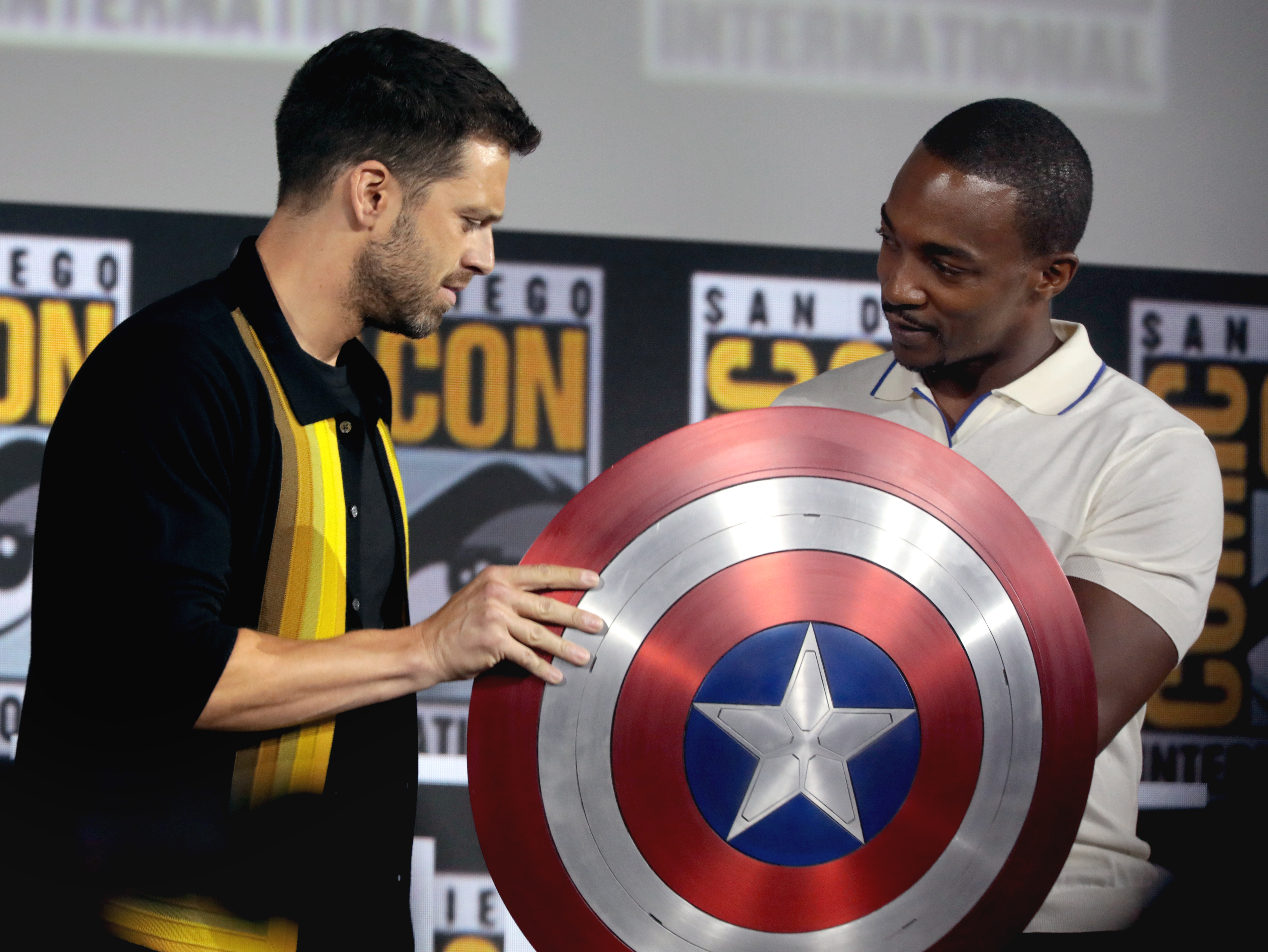
Stan i Mackie a la Comic-Con de San Diego promovent la sèrie.

- Anthony Mackie com a Sam Wilson / Falcon, avenger i ex-paracaigudista de rescat que va rebre entrenament en combat aeri de l'exèrcit utilitzant unes ales dissenyades expressament.[5] Wilson rep el mantell del capità Amèrica al final d'Avengers: Endgame (2019), però continua fent servir el sobrenom de Falcon. La sèrie explora les seves accions després de rebre l'escut del capità Amèrica.[6]
- Sebastian Stan com a Bucky Barnes / Winter Soldier, soldat millorat i millor amic de Rogers que apareix com a assassí amb el cervell rentat després que es cregués que havia mort durant la Segona Guerra Mundial.[7]
- Daniel Brühl com a Baron Helmut Zemo, terrorista sokovià responsable del trencament dels avengers a Captain America: Civil War (2016).[8] Zemo duu la seva màscara porpra tradicional dels còmics, que no duia a Civil War.[9]
- Emily VanCamp com a Sharon Carter, ex-agent de S.H.I.E.L.D. i neboda de Peggy Carter.[10]
- Wyatt Russell com a John Walker, successor militarístic del capità Amèrica creat pel govern dels Estats Units.[11]
- Florence Kasumba com a Ayo: membre de la Dora Milaje, les forces especials femenines de Wakanda.[12]
- Julia Louis-Dreyfus com a Valentina Allegra de Fontaine: una dona que contracta a John Walker perquè faci unes feines determinades.[13]

Georges St-Pierre reprèn el paper de Georges Batroc, un mercenari i mestre de la forma francesa de kickboxing coneguda com a savate, de Captain America: The Winter Soldier (2014). A més, Adepero Oduye, Desmond Chiam, Miki Ishikawa, Noah Mills, i Carl Lumbly hi interpreten papers desconeguts.

## Episodis
| Núm. | Títol                         | Direcció      | Guió                            | Data d'estrena original |
| ---- | ----------------------------- | ------------- | ------------------------------- | ----------------------- |
| 1    | «New World Order»             | Kari Skogland | Malcolm Spellman                | 19 de març de 2021      |
| 2    | «The Star-Spangled Man»       | Kari Skogland | Michael Kastelein               | 26 de març de 2021      |
| 3    | «Power Broker»                | Kari Skogland | Derek Kolstad                   | 2 d'abril de 2021       |
| 4    | «The Whole World Is Watching» | Kari Skogland | Derek Kolstad                   | 9 d'abril de 2021       |
| 5    | «Truth»                       | Kari Skogland | Dalan Musson                    | 16 d'abril de 2021      |
| 6    | «One World, One People»       | Kari Skogland | Malcolm Spellman & Josef Sawyer | 23 d'abril de 2021      |

## Producció

### Desenvolupament
Al setembre de 2018, Marvel Studios estava desenvolupant diverses mini-sèries, pel servei de streaming de Disney, Disney+, que se centressin en personatges secundàris de l'Univers Cinematogràfic de Marvel (MCU) i que no haguessin protagonitzat cap pel·lícula pròpia. S'esperava que els actors que respresentaven els personatges a les pel·lícules, reprenguessin els seus papers a les sèries. Estava previst que les mini-sèries tinguessin entre 6 i 8 capítols. Les sèries serien produïdes per Marvel Studios i no per Marvel Television.
A finals d'octubre de 2020, Malcom Spellman va ser contractat perquè escribis una minisèrie que se centrés en Sam Wilson/Falcon d'Anthony Mackey i Bucky Barnes/Winter Soldier de Sebastian Stan.
La sèrie es va anunciar oficialment l'abril de 2019 sota el títol The Falcon and the Winter Soldier i un mes més tard, Kari Skogland va ser contractada per dirigir el sis episodis de la sèrie. Cada episodi té una durada d'entre 45-55 minuts i, segons diferents fonts, té un pressupost estimats de 25 milions de dòlars. Els productors executius de la sèrie són: Kevin Feige, Louis D'Esposito, Victoria Alonso, Moore, Skogland i Spellman.

### Rodatge
El rodatge va començar el 31 d'octubre de 2019 a Pinewood Atlanta Studios, a Atlanta, Georgia. La sèrie es va filmar sota el nom Tag Team. Mackie i Stan van confirmar que l'inici oficial del rodatge va ser el 4 de novembre.
Entre novembre de 2019 i febrer de 2020 el rodatge va tenir lloc a l'àrea metropolitana d'Atlanta. Parts de la sèrie també es van filmar a la Base de Reserva Aèria de Dobbins a Marietta, Geòrgia i a Maxwell Air Force Base, a Montgomery, Alabama. Estava previst que a mitjans de gener el rodatge es traslladés a Arecibo, Puerto Rico, però no va ser possible a causa dels terratrèmols que hi va haver a la zona. Es va confirmar que la producció es traslladaria a Praga, República Txeca i que s'estaria allà durant tres setmanes, fins al 25 de març. El rodatge a la ciutat va començar el 6 de març i estava previst que acabés la setmana del 16 de març. Tot i això, la producció es va haver d'aturar a causa de la pandèmia de Covid-19 i tots els membres de la producció va tornar cap a Atlanta.
Estava programat que la filmació de la sèrie tornés a començar Pinewood Atlanta Studios l'agost del 2020. Finalment, el rodatge va començar a Atlantic Station, a Atlanta, a principis de setembre. El 10 d'octubre es va reiniciar el rodatge a Praga a diferents localitzacions com el Cementiri d'Olšany i al Menstir de Sant Gabriel, a Smíchov. El rodatge a Praga va acabar el 23 d'octubre.

### Post-producció
Skogland va dir que durant l'aturada del rodatge a causa de la pandèmia de Covid-19 van utiitzar el temps sàviament, el què els va donar la possibilitat de continuar amb la postproducció de la sèrie i també van poder prendre certes decisions que no haurien pogut fer. Jeffrey Ford, Kelley Dixon, Todd Desrosiers i Rosanne Tan van editar diferents episodis de la sèrie. Els efectes visuals van ser creats per: Cantina Creative, Crafty Apes, Digital Frontier, Industrial Light & Magic, QPPE, Rodeo FX, Sony Pictures Imageworks, Stereo D, Technicolor VFX, Tippett Studio, Trixter i Weta Digital.

### Música
Totes les cançons foren escrites i compostes per Henry Jackman. 
| 1.            | «Louisiana Hero»                                           | 2:14  |
| 2.            | «Tough Act to Follow»                                      | 1:16  |
| 3.            | «Airbone Operation»                                        | 5:56  |
| 4.            | «Smithsonian Tribute»                                      | 0:53  |
| 5.            | «Nighmares»                                                | 1:22  |
| 6.            | «What Do You Want?»                                        | 1:22  |
| 7.            | «Pluck Up the Nerve»                                       | 1:53  |
| 8.            | «New Agitators»                                            | 1:13  |
| 9.            | «The Wrong Guy»                                            | 1:38  |
| 10.           | «Amreica's Sweetheart»                                     | 1:05  |
| 11.           | «No Parachute»                                             | 1:29  |
| 12.           | «Stakeout»                                                 | 1:39  |
| 13.           | «Outmatched»                                               | 2:46  |
| 14.           | «Safehouse»                                                | 2:41  |
| 15.           | «Someone You Should Meet»                                  | 1:09  |
| 16.           | «Overlooked for Promotions»                                | 1:20  |
| 17.           | «Warranted Attention»                                      | 1:03  |
| 18.           | «Fraying Edges»                                            | 2:04  |
| 19.           | «Take One For the Team»                                    | 2:21  |
| 20.           | «Unnecessary Use of Force»                                 | 1:48  |
| 21.           | «Prison Break»                                             | 4:41  |
| 22.           | «A MArriage of Convenience»                                | 0:32  |
| 23.           | «A Pure Heart»                                             | 1:48  |
| 24.           | «Low Town»                                                 | 1:24  |
| 25.           | «Attack, Soldier!»                                         | 1:47  |
| 26.           | «Breaking Character»                                       | 2:29  |
| 27.           | «Bad Science»                                              | 3:30  |
| 28.           | «Masked Man»                                               | 1:20  |
| 29.           | «Dissent and Disillusionment»                              | 1:08  |
| 30.           | «Radicalized»                                              | 1:19  |
| 31.           | «Star Spangled Man» (feat. The Captain America Drum Corps) | 1:44  |
| Durada total: | Durada total:                                              | 58:54 |

| 1.            | «Louisiana Hero (Reprise)» |                | 3:22    |
| 2.            | «You're Free»              |                | 1:58    |
| 3.            | «Master Manipulator»       |                | 1:03    |
| 4.            | «Once More Into the Fray»  |                | 2:52    |
| 5.            | «Live Accordingly»         |                | 1:51    |
| 6.            | «Mêlée à Trois»            |                | 1:03    |
| 7.            | «A Losing Battle»          |                | 1:04    |
| 8.            | «Passaclaglia»             |                | 2:44    |
| 9.            | «Relieved of Duty»         |                | 2:25    |
| 10.           | «Sokovian Memorial»        |                | 1:56    |
| 11.           | «Isaiah Bradley»           |                | 3:41    |
| 12.           | «Backstory»                |                | 1:51    |
| 13.           | «Real Partners»            |                | 1:33    |
| 14.           | «Home Truths»              |                | 2:25    |
| 15.           | «Opening Gambit»           |                | 3:05    |
| 16.           | «Leading the Charge»       |                | 2:41    |
| 17.           | «Flasg Smasher Fight»      |                | 1:46    |
| 18.           | «Fall from Grace»          |                | 3:02    |
| 19.           | «Elegy»                    |                | 1:53    |
| 20.           | «Captain America»          |                | 3:27    |
| 21.           | «An Unbalanced Mind»       |                | 2:11    |
| 22.           | «Into the Tunnels»         |                | 1:49    |
| 23.           | «Making Amends»            |                | 3:51    |
| 24.           | «Never Forget»             |                | 2:07    |
| 25.           | «Epilogue»                 |                | 0:52    |
| 26.           | «On and On»                | Curtis Harding | 4:01    |
| Durada total: | Durada total:              | Durada total:  | 1:00:33 |

## Recepció

### Crítica
Al lloc web Rotten Tomatoes, la primera temporada té un 87% d'aprovació, basada en 330 opinions de crítics, i té una nota de 7.35 sobre 10. A Metacritc, basada en 32 opinions de crítics, té una nota de 74 sobre 100, indicant "generalment crítiques positives".

### Premis i nominacions
| Data de la cerimònia        | Premis                                     | Categoria                                                                  | Nominat(s) | Resultat   | Ref.          |
| --------------------------- | ------------------------------------------ | -------------------------------------------------------------------------- | --- | ---------- | ------------- |
| 16 de maig de 2021          | Premis MTV Movie & TV                      | Millor Heroi                                                               | Anthony Mackie | Guanyador  | [ 51 ]        |
| 16 de maig de 2021          | Premis MTV Movie & TV                      | Millor duo                                                                 | Anthony Mackie i Sebastian Stan | Guanyadors | [ 51 ]        |
| 22 de juliol de 2021        | Premis Golden Trailer                      | Millor BTS/EPK d'una sèrie de televisió o en streaming (menys de 2 minuts) | "Co-Workers" (ZEALOT) | Nominats   | [ 52 ]        |
| 15 d'agost de 2021          | Premis Black Reel                          | Millor sèrie de drama                                                      | Malcom Spellman | Nominat    | [ 53 ]        |
| 15 d'agost de 2021          | Premis Black Reel                          | Millor actor - Sèrie de drama                                              | Anthony Mackie | Nominat    | [ 53 ]        |
| 15 d'agost de 2021          | Premis Black Reel                          | Millor guió - Sèrie de drama                                               | Malcom Spellman (episodi: "New World Order") | Nominat    | [ 53 ]        |
| 15 d'agost de 2021          | Premis Black Reel                          | Millor actor convidat - Sèrie de drama                                     | Carl Lumbly | Nominat    | [ 53 ]        |
| 15 d'agost de 2021          | Premis Black Reel                          | Millor actriu convidada - Sèrie de drama                                   | Florence Kasumba | Nominada   | [ 53 ]        |
| 18 d'agost de 2021          | Premis de TV Gold Derby                    | Millor actor de drama                                                      | Sebastian Stan | Nominat    | [ 54 ]        |
| 18 d'agost de 2021          | Premis de TV Gold Derby                    | Millor actor secundari                                                     | Daniel Brühl | Nominat    | [ 54 ]        |
| 18 d'agost de 2021          | Premis de TV Gold Derby                    | Millor actor secundari                                                     | Wyatt Russell | Nominat    | [ 54 ]        |
| 18 d'agost de 2021          | Premis de TV Gold Derby                    | Millor actriu convidada                                                    | Julia Louis-Dreyfus | Nominada   | [ 54 ]        |
| 22 d'agost de 2021          | Premis de TV Hollywood Critics Association | Millor actor en una sèrie en streaming - Drama                             | Anthony Mackie | Nominat    | [ 55 ] [ 56 ] |
| 22 d'agost de 2021          | Premis de TV Hollywood Critics Association | Millor actor secundari en una sèrie en streaming - Drama                   | Daniel Brühl | Nominat    | [ 55 ] [ 56 ] |
| 22 d'agost de 2021          | Premis de TV Hollywood Critics Association | Millor actor secundari en una sèrie en streaming - Drama                   | Wyatt Russell | Nominat    | [ 55 ] [ 56 ] |
| 18 i 19 de setembre de 2021 | Premis Primetime Emmy                      | Millor actor convidat en una sèrie de drama                                | Don Cheadle (episodi: "New World Order") | Nominat    | [ 57 ]        |
| 18 i 19 de setembre de 2021 | Premis Primetime Emmy                      | Millor edició de so d'una sèrie de comèdia o drama (1-hora)                | Matthew Wood, Bonnie Wild, James Spencer, Richard Quinn, Steve Slanec, Kimberly Patrick, Teresa Eckton, Frank Rinella, Devon Kelley, Larry Oatfield, Anele Onyekwere, Dan Pinder, Ronni Brown, Andrea Gard (episodi: "One World, One People") | Nominats   | [ 57 ]        |
| 18 i 19 de setembre de 2021 | Premis Primetime Emmy                      | Millors efectes especials en una temporada o pel·lícula                    | Eric Leven, Mike May, John Haley, Daniel Mellitz, Chris Waegner, Charles Tait, Sébastien Francoeur, Chris Morley, Mark LeDoux | Nominats   | [ 57 ]        |
| 18 i 19 de setembre de 2021 | Premis Primetime Emmy                      | Millor coordinació d'escenes perilloses                                    | Hank Amos, Dave Macomber | Nominats   | [ 57 ]        |
| 18 i 19 de setembre de 2021 | Premis Primetime Emmy                      | Millor actuació en escenes perilloses                                      | John Nania, Aaron Toney, Justin Eaton (episodi: "Truth") | Nominats   | [ 57 ]        |